# Trnovac (gmina Knjaževac)
Trnovac (cyr. Трновац) – wieś w Serbii, w okręgu zajeczarskim, w gminie Knjaževac. W 2011 roku liczyła 165 mieszkańców.